# نويل هيوز
نويل هيوز (6 أبريل 1928 في أستراليا - 24 يناير 2011 في أستراليا) (بالإنجليزية: Noel Hughes)‏ هو لاعب كريكت بريطاني. شارك مع منتخب إنجلترا للكريكت.

## وصلات خارجية
- نويل هيوز على موقع إي آس بي آن كريك إنفو (الإنجليزية)